# Devarahalli, Kolar
Devarahalli là một làng thuộc tehsil Kolar, huyện Kolar, bang Karnataka, Ấn Độ.